# 安德烈·米哈伊洛維奇·庫爾布斯基
安德烈·米哈伊洛維奇·庫爾布斯基親王（羅馬化：Knyaz Andrey Mikhailovich Kurbsky，1528年—1583年），俄羅斯貴族，沙皇伊凡四世的好友兼政敵，兩人的互動關係十分耐人尋味。他的姓氏在波蘭立陶宛被改寫為克魯普斯基（Krupski）。

## 生平
庫爾布斯基家族的遠祖可以追溯到留里克王朝，起源於雅羅斯拉夫爾近郊一個稱為庫爾巴（Kurba）的村莊。安德烈·庫爾布斯基早年在俄國與喀山汗國的惡戰中嶄露頭角，在最後的圍城戰期間，他負責指揮俄軍右翼，並曾在戰鬥中負傷。其後，他繼續留在當地鎮壓烏德穆爾特人的暴動，並獲得沙皇的提拔，進而成為伊凡四世的親信。
在利沃尼亞戰爭期間，安德烈率領俄軍進攻多爾帕特要塞，儘管戰役勝利，但安德烈卻與沙皇互相猜忌而決裂，於1564年4月30日投向立陶宛一方。同年，安德烈反率波蘭立陶宛聯軍入侵俄國，劫掠了大盧基一帶；他在戰後受封於沃林尼亞的科韋利，在此安度晚年，並捍衛當地東正教信徒的權益，安德烈·庫爾布斯基親王也是俄國最早的政治流亡者。
庫爾布斯基親王最有名的事蹟是他在流亡國外後，仍與伊凡四世相互通信十餘年，兩人在書信往返中不斷批判彼此；安德烈還在1573年出版了一本小冊子，抨擊沙皇的絕對專制與殘忍暴行，以及對太子一派的同情，但他的主張仍有許多可議之處。庫爾布斯基親王經常站在俄國的反對派一邊，他的孫子西美昂·伊凡諾維奇（Semyon Ivanovich）娶了被貶黜的烏格里奇親王安德烈之女，且對伊凡四世的繼任者全都抱持敵意，包括受到部分波蘭貴族支持的偽德米特里。
安德烈·庫爾布斯基親王逝世後，他的後人改宗天主教，定居於白俄羅斯地區。在後世的文藝作品中，安德烈被描繪為一位權傾一時的強大貴族，例如愛森斯坦的電影《伊凡雷帝》。

## 外部鏈接
- genealogy (Андрей Михайлович Курбский) （页面存档备份，存于） （俄文）
- Correspondence of Ivan IV and Kurbsky （页面存档备份，存于） （俄文）
- Kurbsky's History of the Grand Prince of Moscow （页面存档备份，存于） （俄文）